# Hemorroida
Hemorroidas são estruturas vasculares presentes no canal anal que ajudam a controlar a passagem das fezes. No estado normal, estas estruturas atuam como uma almofada, constituída por anastomoses arteriovenosas e tecido conjuntivo. As hemorroidas tornam-se uma doença quando estão inchadas ou inflamadas, estado que é denominado doença hemorroidária. O uso do termo "hemorroidas" geralmente refere-se à doença. Os sintomas de hemorroidas patológicas dependem do tipo de hemorroida. As hemorroidas internas geralmente manifestam-se através de hemorragia rectal indolor, enquanto que as hemorroidas externas podem provocar alguns sintomas ou, no caso de trombose, dor e inchaço significativos na região anal. Quando ocorre hemorragia, é geralmente de cor escura. Os sintomas muitas vezes melhoram após alguns dias.
Embora a causa precisa das hemorroidas seja desconhecida, acredita-se que determinados fatores que aumentam a pressão intra-abdominal tenham um papel no seu desenvolvimento Entre estes fatores estão a obstipação, diarreia e permanecer sentado na sanita por longos períodos. As hemorroidas são também comuns durante a gravidez. O diagnóstico é realizado pela observação da região. Muitas pessoas referem-se de forma incorreta a qualquer sintoma na região perianal como "hemorroidas" e qualquer ocorrência grave de sintomas deve ser diagnosticada. A colonoscopia ou a sigmoidoscopia permitem confirmar o diagnóstico e excluir causas mais graves.
Na maior parte dos casos não é necessário tratamento específico. O tratamento inicial de casos leves a moderados consiste no aumento da ingestão de fibras, ingestão de líquidos para manter a hidratação, anti-inflamatórios não esteroides para o alívio da dor e repouso. Existem poucas evidências que apoiem a eficácia da aplicação de cremes medicamentosos. Existem diversas intervenções menores que podem ser realizadas quando os sintomas são graves ou não melhoram com medidas conservadoras. A cirurgia só é recomendada nos casos em que não se verificam melhorias após o tratamento inicial. O prognóstico é geralmente favorável.
Entre metade e dois terços da população mundial apresenta problemas com hemorroidas em determinado momento da vida. A prevalência é igual entre homens e mulheres. A doença afeta com maior frequência pessoas entre os 45 e 65 anos de idade e a prevalência é maior em pessoas de classes económicas superiores.  O termo tem origem no grego antigo αἱμορροΐς (aimorrois), composto de αἷμα (aima) "sangue" e ῥέω (reo) "escorrer". A primeira referência conhecida à doença encontra-se num papiro egípcio datado de 1700 a.C.

## Causas

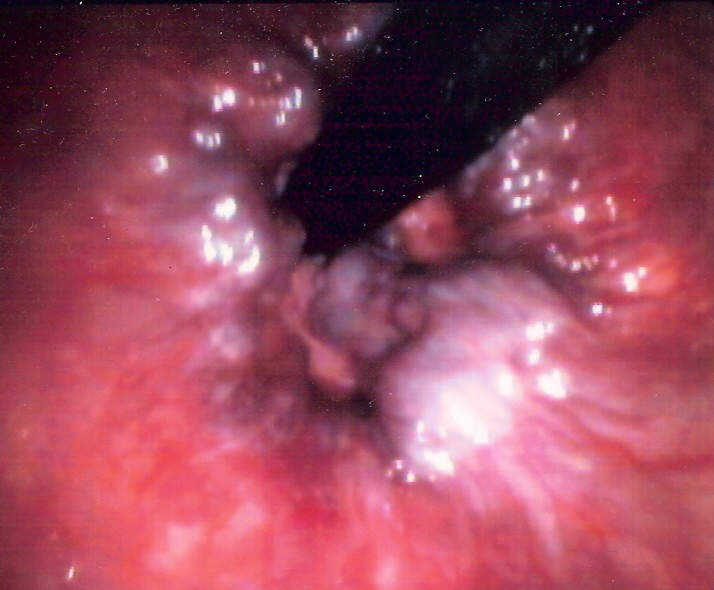
Visão endoscópica de hemorroidas internas vistas à retroflexão do aparelho, na junção anorretal.

O aumento da tensão durante movimentos intestinais causadas por diarreia ou obstipação pode levar a hemorroidas. É, portanto, uma condição comum devido à constipação intestinal causada por retenção de água em experimentando.
Hipertensão arterial, especialmente a hipertensão portal, podem também causar hemorroidas porque as conexões entre a veia porta e a veia cava que ocorrem na parede retal - conhecido como portocaval anastomoses.
A obesidade pode ser um fator de aumento da pressão veia retal. Permanecer sentado durante períodos prolongados de tempo pode causar hemorroidas. Um pobre tônus muscular ou má postura pode resultar em pressão demasiada sobre as veias retal e podem também causar hemorroidas.
Gravidez pode levar à hipertensão arterial e aumento da pressão durante movimentos intestinais, então hemorroidas são também frequentemente associados à gravidez.
O consumo em excesso de tabaco durante movimentos intestinais, podem agravar as hemorroidas podendo levar a uma grave hemorragia interna das veias na região retal.
O consumo excessivo de álcool ou cafeína pode causar hemorroidas. Ambos podem causar diarreia. Note-se que a cafeína aumenta a pressão arterial temporariamente, mas não acredita-se provocar hipertensão arterial crônica. O álcool também pode causar doença hepática alcoólica levando a hipertensão portal e à hemorroida.

## Classificação
| Grau | Diagrama | Foto            |
| ---- | -------- | --------------- |
| 1    |          | Endoscopic view |
| 2    |          |                 |
| 3    |          |                 |
| 4    |          |                 |

As hemorroidas são classificadas de duas formas: quanto à sua localização (interna ou externa) e quanto ao seu grau (1º, 2º, 3º e 4º graus) no caso das internas.
No Grau I, o paciente apresenta um aumento no número e tamanho das veias hemorroidárias, mas não há prolapso.
No Grau II, os mamilos hemorroidários se apresentam fora do canal anal no momento da evacuação, mas retornam espontaneamente para o dentro do canal anal.
No Grau III, também ocorre o prolapso hemorroidário, mas este necessita de ajuda manual para o seu retorno para o canal anal.
O Grau IV apresenta um prolapso hemorroidário permanente e irredutível, o que traz maior desconforto ao paciente.

## Exame clínico
O exame proctológico consiste de três passos: inspeção, toque retal e anuscopia. A inspeção anal é a observação externa do ânus, e esta permite a visualização das hemorroidas externas, assim como das hemorroidas internas prolapsadas. O toque retal tem como objetivo a avaliação da musculatura do ânus, denominada esfíncter anal, além da avaliação de lesões do canal anal. A anuscopia é um exame importante em que se introduz um aparelho (anuscópio) no ânus para a observação interna do canal anal, e é realizado em poucos segundos e sem dor quando procedido por médico habilitado.
A colonoscopia (endoscopia do intestino grosso) não é indicada para a avaliação da doença hemorroidária. No entanto, em pacientes com mais de 50 anos e/ou queixa de sangramento anal, principalmente em famílias com história de câncer de intestino grosso, a colonoscopia deve ser realizada, independente do diagnóstico de hemorroida. A presença de hemorroida não exclui a possibilidade de câncer de intestino, e é por isso que todas as pessoas com sangramento anal devem procurar um médico, já que este é o profissional capaz de oferecer o diagnóstico e tratamento adequados.

## Sintomas
Os sintomas mais comuns das hemorroidas internas são o sangramento, o prolapso e a dor. O sangramento está associado à evacuação, não misturado às fezes e cor vermelho "vivo". O prolapso hemorroidário, que é a saída dos mamilos hemorroidários no momento da evacuação, foi descrito detalhadamente na Classificação. A dor é um sintoma menos comum na hemorroida interna, e em geral está associado a trombose, gangrena e sexo anal.
As hemorroidas externas apresentam como principais sintomas a dor e o abaulamento, principalmente, quando associados à trombose. Este abaulamento se caracteriza por uma nodulação azulada ou vinhosa, e dolorosa ao toque. Dependendo do tamanho desta trombose externa, ela poderá ser tratada clinicamente ou com excisão (ressecção) local.

## Diagnóstico
O diagnóstico das hemorroidas, apesar de fácil, é de extrema importância e deverá ser sempre realizado pelo seu médico assistente ou médico de família e levar em linha de conta o seu historial clínico. Isto porque, alguns dos sintomas já referidos podem indiciar outras doenças, porventura mais graves, como por exemplo o cancro do colon.

## Tratamento

### Tratamento clínico
Este tratamento clínico tem como objetivo o alivio temporário dos sintomas, consistindo de cuidados locais e a orientação com a dieta. Deve-se sempre lembrar que o tratamento deve ser prescrito por médico, após avaliação individual. Localmente, o paciente deverá realizar higiene com água e sabão, evitando a utilização de papel higiênico, banhos de assento com água morna para que haja um efeito anti-inflamatório, e utilizar pomadas analgésicas e anestésicas. Nos casos com dor forte, analgésicos por via oral também podem ser utilizados. A dieta deverá ser rica em fibras, para que as fezes se tornem menos pastosas, diminuindo o esforço de evacuação, reduzindo o trauma da região anal.

### Tratamento ambulatorial
O tratamento ambulatorial consiste na resolução do quadro hemorroidário no consultório médico. Este tipo de tratamento traz como vantagens a comodidade de não necessitar de internação hospitalar, a rapidez com que os procedimentos são realizados, os bons resultados, e a ausência da dor pós-operatória.
Existem várias formas de tratamento ambulatorial para hemorroidas internas: ligadura elástica, escleroterapia (injeção de substância esclerosante), crioterapia (congelamento da hemorroida), coagulação infravermelha.
A ligadura elástica é o procedimento ambulatorial mais aceito na literatura médica mundial para o tratamento do sangramento e do prolapso hemorroidários (graus I, II e III), além de ser mais efetivo e apresentar menor número de complicações do que os outros métodos ambulatoriais citados. A ligadura elástica consiste na aplicação de um elástico na região dos mamilos hemorroidários, causando assim, a necrose e fixação deste mamilo. Os resultados com a ligadura elástica são tão positivos, que há uma redução em 80% das indicações de cirurgia, ou seja, a cada dez pacientes, oito se beneficiarão da ligadura elástica. Segundo a literatura médica, o índice de satisfação dos pacientes com a ligadura elástica é de 90%, sendo que a chance de cura em uma única aplicação é de 60 a 70%. O método tem esta grande aceitação por evitar a cirurgia, ser curativo, não necessitar de anestesia e ser eficiente.

### Tratamento cirúrgico
O tratamento cirúrgico é realizado em centro cirúrgico. A cirurgia pode ser realizada de duas maneiras, a técnica convencional ou a técnica com método THD. O segundo representa o método cirúrgico atualmente mais eficaz e menos invasivo para corrigir a doença hemorroidária.

Consiste na desarterialização hemorroidária trans-anal guiada por doppler (de onde o acrônimo THD) através da ligação dos seis ramos da artéria hemorroidária superior, causa do hiperfluxo arterial e deste modo da congestão e do sangramento das almofadas hemorroidárias, que são revelados e ligados na parte de cima do canal retal. Se existir prolapso muco-hemorroidário, como normalmente se encontra no III e IV grau da doença hemorroidária, utilizando os mesmos pontos da desarterialização, procede-se à plicatura do prolapso que é encurtado até cerca de dois centímetros da linha dentada de forma que, chegando ao fim da redução, obtém-se a subida do prolapso mucoso e das almofadas prolapsadas (lifting) no interior do canal retal, por meio da qual as almofadas hemorroidárias são reposicionadas na sua cavidade natural.
Será depois a fibrose provocada pelo ponto utilizado para o procedimento (ácido poliglicólico) a fixar definitivamente a mucosa e as almofadas hemorroidárias às paredes musculares do reto.

Este método THD, se conduzido corretamente, reduz ao mínimo a dor pós-operatória, na medida em que não se intervém abaixo da linha dentada, cavidade da dor somática. A resolução do prolapso é particularmente eficaz visto que, mesmo que assimétrico, a pexia é efetuada com tantas plicaturas quantas as que forem necessárias à redução eficaz do prolapso no ponto tratado. É minimamente invasivo na medida em que não corta nem remove os tecidos do canal ano-retal. Além disso, a invasividade mínima é também o motivo pelo qual não podem existir complicações importantes. O método é repetível e não obstaculiza a execução de outras eventuais intervenções no canal ano-retal, visto que após três meses da intervenção consegue-se uma total restitutio ad integrum, ou seja, o canal ano-retal retoma a anatomia normal, como se nunca tivesse sido sujeito a qualquer intervenção.